# Ilha de João da Nova
A ilha de João da Nova (ou Juan de Nova em espanhol e francês) é uma pequena e desabitada ilha no Canal de Moçambique, dependente das Terras Austrais e Antárticas Francesas. O seu vizinho mais próximo é Madagáscar, a leste, seguindo-se-lhe Moçambique, a oeste. Foi descoberta pelo navegador galego-português João da Nova.
A ilha nunca havia foi habitada e tornou-se posse da França em 1897. Em 1921, a França decidiu transferir a administração de João da Nova de Paris para Tananarive, na sua colónia de Madagáscar e dependências. Antes da independência de Madagáscar, a França transferiu o governo para Saint-Pierre em Reunião. Madagáscar tornou-se independente em 1960 e reivindica a soberania sobre a ilha desde 1972. Depósitos de guano na ilha foram explorados desde o início do século XX até 1970. A ilha foi abandonada durante a Segunda Guerra Mundial e foi visitada por submarinos alemães. Algumas instalações, incluindo um hangar, linhas ferroviárias, casas e um cais construídos na ilha estão hoje em ruínas.
As ilhas são presentemente administradas como parte das Ilhas Esparsas do Oceano Índico pelo administrador superior das Terras Austrais e Antárticas Francesas (TAAF).

Mapa da ilha de João da Nova

A ilha foi identificada como Área Importante para a Preservação de Aves pela BirdLife International já que tem grandes colónias de andorinhas-do-mar-escuras, com mais de 100000 pares reprodutores. Há também uma colónia menor de gaivina-de-bico-amarelo  – com cerca de 50 pares reprodutores registados em 1994. Das sete espécies de aves é provável que a maior parte tenha sido introduzida.

## Clima
| Dados climáticos para Ilha João da Nova  | Dados climáticos para Ilha João da Nova | Dados climáticos para Ilha João da Nova | Dados climáticos para Ilha João da Nova | Dados climáticos para Ilha João da Nova | Dados climáticos para Ilha João da Nova | Dados climáticos para Ilha João da Nova | Dados climáticos para Ilha João da Nova | Dados climáticos para Ilha João da Nova | Dados climáticos para Ilha João da Nova | Dados climáticos para Ilha João da Nova | Dados climáticos para Ilha João da Nova | Dados climáticos para Ilha João da Nova | Dados climáticos para Ilha João da Nova |
| Mês                                      | Jan                                     | Fev                                     | Mar                                     | Abr                                     | Mai                                     | Jun                                     | Jul                                     | Ago                                     | Set                                     | Out                                     | Nov                                     | Dez                                     | Ano                                     |
| ---------------------------------------- | --------------------------------------- | --------------------------------------- | --------------------------------------- | --------------------------------------- | --------------------------------------- | --------------------------------------- | --------------------------------------- | --------------------------------------- | --------------------------------------- | --------------------------------------- | --------------------------------------- | --------------------------------------- | --------------------------------------- |
| Recorde alta °C (°F)                     | 34 (93)                                 | 33 (91)                                 | 33 (91)                                 | 33 (91)                                 | 33 (91)                                 | 33 (91)                                 | 32 (90)                                 | 33 (91)                                 | 33 (91)                                 | 32 (90)                                 | 34 (93)                                 | 35 (95)                                 | 35 (95)                                 |
| Média alta °C (°F)                       | 30.1 (86.2)                             | 30.0 (86)                               | 30.4 (86.7)                             | 30.2 (86.4)                             | 28.9 (84)                               | 27.4 (81.3)                             | 26.8 (80.2)                             | 26.9 (80.4)                             | 27.7 (81.9)                             | 28.8 (83.8)                             | 29.9 (85.8)                             | 30.4 (86.7)                             | 28.9 (84)                               |
| Média diária °C (°F)                     | 28.3 (82.9)                             | 28.2 (82.8)                             | 28.6 (83.5)                             | 28.3 (82.9)                             | 27.2 (81)                               | 25.7 (78.3)                             | 24.9 (76.8)                             | 25.0 (77)                               | 25.6 (78.1)                             | 26.7 (80.1)                             | 27.8 (82)                               | 28.4 (83.1)                             | 27.1 (80.8)                             |
| Média baixa °C (°F)                      | 26.6 (79.9)                             | 26.5 (79.7)                             | 26.8 (80.2)                             | 26.8 (80.2)                             | 25.8 (78.4)                             | 24.3 (75.7)                             | 23.4 (74.1)                             | 23.3 (73.9)                             | 23.7 (74.7)                             | 24.7 (76.5)                             | 25.8 (78.4)                             | 26.4 (79.5)                             | 25.3 (77.5)                             |
| Recorde baixa °C (°F)                    | 20 (68)                                 | 16 (61)                                 | 20 (68)                                 | 21 (70)                                 | 20 (68)                                 | 19 (66)                                 | 18 (64)                                 | 17 (63)                                 | 19 (66)                                 | 19 (66)                                 | 19 (66)                                 | 22 (72)                                 | 16 (61)                                 |
| Média precipitação mm (pol.)             | 324 (12.76)                             | 289 (11.38)                             | 140 (5.51)                              | 21 (0.83)                               | 18 (0.71)                               | 9 (0.35)                                | 11 (0.43)                               | 4 (0.16)                                | 1 (0.04)                                | 8 (0.31)                                | 22 (0.87)                               | 139 (5.47)                              | 986 (38.82)                             |
| Média de dias de precipitação (≥ 0.1 mm) | 13                                      | 13                                      | 9                                       | 5                                       | 3                                       | 3                                       | 2                                       | 1                                       | 1                                       | 2                                       | 3                                       | 10                                      | 65                                      |
| Média umidade relativa (%)               | 80                                      | 81                                      | 78                                      | 74                                      | 71                                      | 70                                      | 71                                      | 72                                      | 74                                      | 75                                      | 75                                      | 77                                      | 75                                      |
| Média mensal horas de sol                | 229.4                                   | 203.4                                   | 257.3                                   | 276.0                                   | 282.1                                   | 273.0                                   | 275.9                                   | 285.2                                   | 282.0                                   | 313.1                                   | 300.0                                   | 251.1                                   | 3 228,5                                 |
| Média diária horas de sol                | 7.4                                     | 7.2                                     | 8.3                                     | 9.2                                     | 9.1                                     | 9.1                                     | 8.9                                     | 9.2                                     | 9.4                                     | 10.1                                    | 10.0                                    | 8.1                                     | 8.8                                     |
| Fonte: Deutscher Wetterdienst            |                                         |                                         |                                         |                                         |                                         |                                         |                                         |                                         |                                         |                                         |                                         |                                         |                                         |